# Guides de Mortier
Les guides de Mortier sont une unité de cavalerie française du Consulat et de l'Empire, créée à l'initiative du général Édouard Mortier en 1803 et dissoute en 1812. 
L'année même de leur création, les guides reçoivent pour commandant le lieutenant Joseph-Stanislas Ganier. En 1804, en l'absence de Mortier passé dans la Garde consulaire, Ganier et ses hommes passent au service du maréchal Bernadotte, ce qui nécessite la formation d'un second corps de guides lorsque Mortier reprend la tête du 8e corps de la Grande Armée en 1805. La compagnie est définitivement dissoute en 1812, peu avant la campagne de Russie.
Le premier uniforme, compte tenu des événements, n'a qu'une existence éphémère. La seconde tenue est dans le style de la cavalerie légère française et se caractérise par les distinctives verte et jaune présentes aussi bien sur les effets que sur le harnachement.

## Historique

### Première formation, 1803-1804

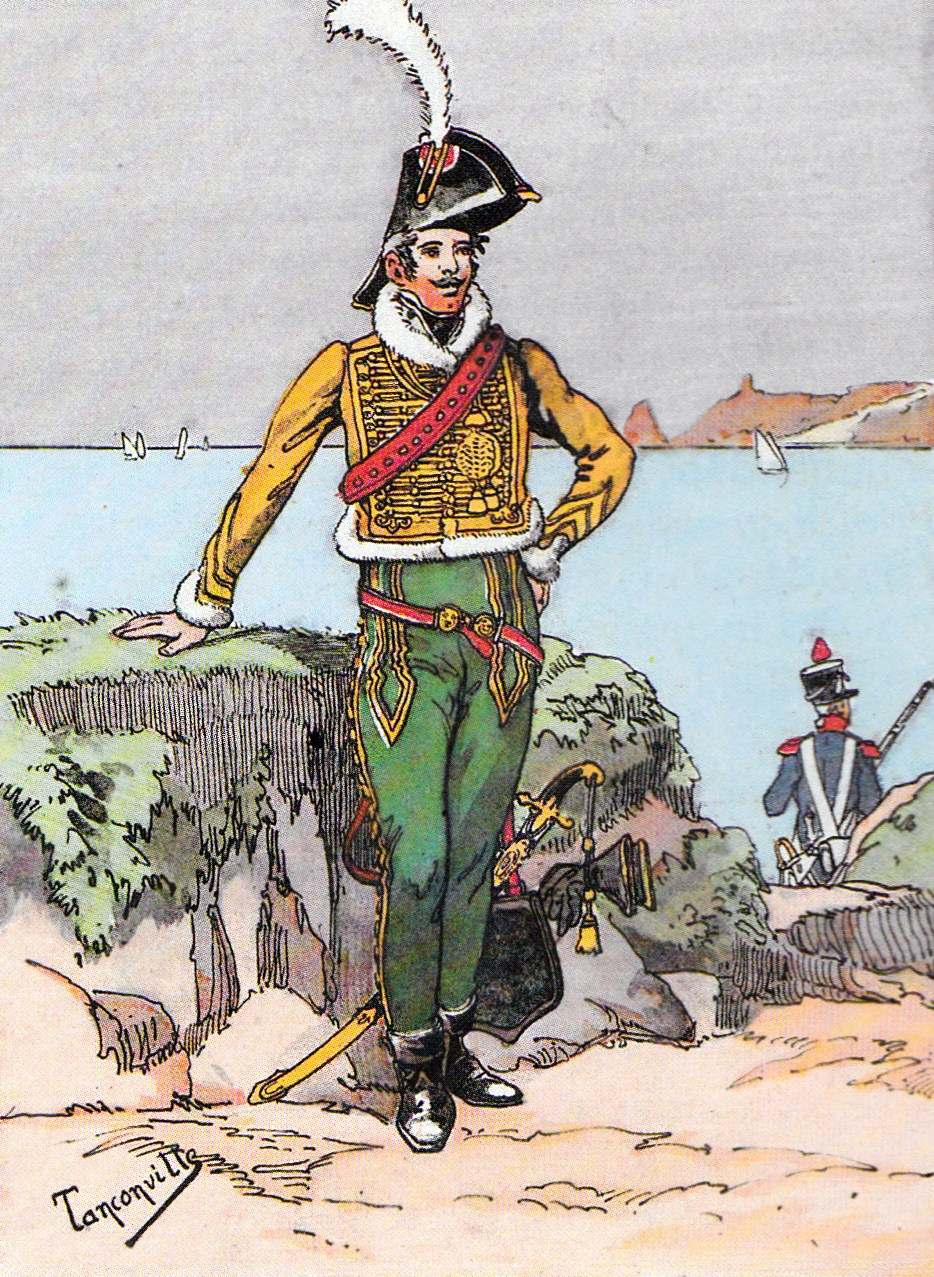
Le lieutenant Joseph-Stanislas Ganier, commandant les guides de Mortier à l'armée du Hanovre, 1803. Planche d'Henry Ganier-Tanconville.

C'est en 1803 que le général Édouard Mortier, chef de l'armée française du Hanovre, décide d'attacher à sa personne une compagnie de guides. Cet usage, qui prend ses origines au début de la Révolution française, s'est très vite répandu chez les généraux désireux de se doter d'une escorte aux uniformes bigarrés. Le 20 juin 1803, le lieutenant Joseph-Stanislas Ganier est nommé à la tête de la compagnie des guides de Mortier. Son successeur, le capitaine Maurer du 4e régiment de hussards, est désigné par Mortier en personne et prend ses fonctions en janvier 1804. Comme précisé par le décret de création, la compagnie est dotée d'un conseil d'administration.
En février 1804, Mortier quitte l'armée du Hanovre pour prendre ses fonctions dans la Garde consulaire. Il est remplacé à son poste par le général Jean-Baptiste Bernadotte, qui crée à son tour une unité de guides dont le lieutenant Ganier prend le commandement. Ces « guides de Bernadotte » sont, pour la quasi-totalité d'entre eux, d'anciens guides de Mortier ; en effet, le commandant Bucquoy note que, compte tenu de l'affectation de Mortier dans la Garde, « il est infiniment probable qu'il n'emmena pas ses guides avec lui et que ceux-ci passèrent tout entiers avec leur officier dans le corps nouvellement formé des guides de Bernadotte ».

### Deuxième formation, 1806-1812
En 1806, le retour du maréchal Mortier à la Grande Armée débouche sur la création d'un deuxième corps de guides. Si celui-ci disparaît théoriquement avec la nomination de Mortier en tant que colonel-général de l'artillerie et des marins de la Garde impériale en 1811, ce dernier titre est avant tout honorifique et il est vraisemblable que la compagnie existe toujours à cette époque. Selon Richard Knötel et le commandant Rozat de Mandres, la dissolution définitive du corps intervient en 1812 ; en avril, Mortier prend le commandement de la Jeune Garde et ses guides ont alors disparu avec certitude. « Je ne serais pas étonné qu'ils n'aient pas survécu à la campagne d'Espagne de 1810-1811 » ajoute Bucquoy.

## Uniformes

### Première période, 1803-1804
Dans son étude des guides de Mortier, le commandant Bucquoy décrit l'uniforme d'un guide de la première formation d'après une gravure de lame de sabre ayant appartenu à un soldat du corps. La coiffure est un bonnet vert de coupe polonaise surmonté d'un plumet blanc et d'une flamme jaune. Le reste de l'uniforme est entièrement vert à distinctions jaunes. Les retroussis indiqués, en revanche, sont une invention de Bucquoy, car invisibles sur la gravure originale.
Dans un article du Passepoil de 1928, le peintre Victor Huen donne un guide de Mortier de 1803 totalement différent. Il n'est plus question de bonnet polonais mais d'un colback à visière avec cordon, raquettes et glands blancs, surmonté d'une flamme bleue à passepoil blanc et d'un plumet rouge et bleu. L'habit est en drap rouge, avec collet, parements et galons bleus. Une aiguillette blanche est portée à gauche, complétée par une épaulette en trèfle de l'autre côté. Sous le gilet, apparaît un dolman bleu à tresses blanches. Le pantalon bleu à bande blanche et nœuds de même couleur, enfin, est porté avec des bottes de cavalerie légère.
En ce qui concerne les officiers, le portrait du lieutenant Ganier par Tanconville fait état d'une tenue à la hussarde que Bucquoy légende comme étant la « petite tenue de service ». Elle se compose d'un bicorne à plumet blanc, d'une pelisse orangée à fourrure blanche et d'un pantalon vert à ornements jaunes, ce dernier étant remplacé à l'occasion par un « pantalon de cheval ».

### Deuxième période, 1806-1812

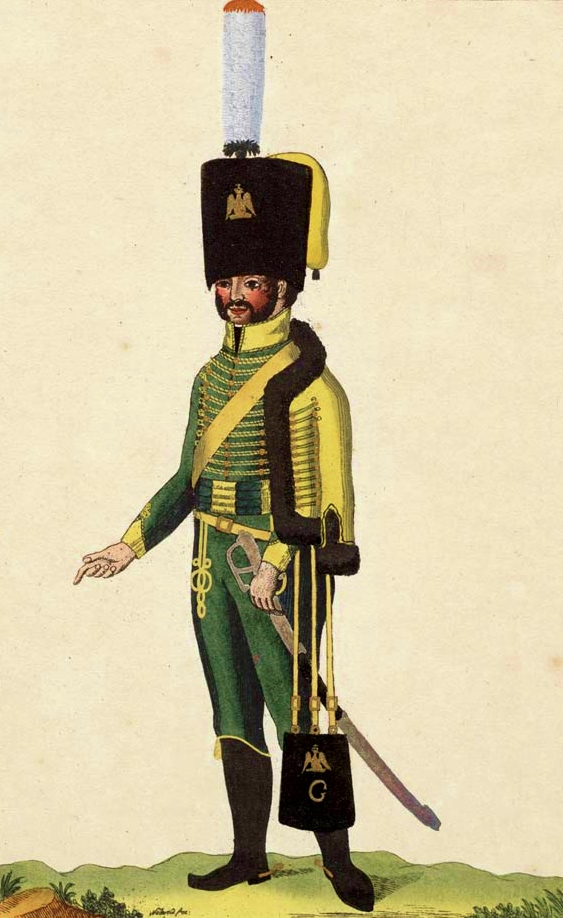
Guide du maréchal Mortier, 1807-1812. Planche tirée du recueil d'uniformes de Weiland, conservé au musée royal de l'armée des Pays-Bas, Delft.

En 1806, à la création du second corps des guides, l'uniforme a sensiblement évolué. Le cavalier en grande tenue porte le colback de fourrure, orné sur le devant d'une aigle impériale. La flamme est jaune à passepoil vert et gland jaune, et le plumet est blanc à sommet rouge. Le dolman en drap vert est doté de parements en tresses et d'un collet jaune. Les tresses du dolman sont jaunes à alternance vert, de même que le galon du collet et la ceinture d'étoffe. Le pantalon est vert, avec nœuds et bandes jaunes ; les bottes de cavalerie légère sont noires à galon et gland jaunes. La pelisse est entièrement jaune à fourrure noire et tresses vertes. En tenue de route, le dolman fait place à un surtout à deux rangs de boutons, mais dont la coupe exacte n'est pas connue avec précision. Bucquoy note à ce sujet qu'une seule rangée de boutons est également possible, mais remarque que les deux tenues ont pu être utilisées.
La grande tenue de l'officier se distingue par le plumet blanc du colback et par la fourrure blanche de la pelisse. Le reste de l'uniforme comprend les effets habituels, notamment le dolman vert avec les distinctions de grades ajoutées au-dessus des parements. Dans son ouvrage, Bucquoy représente deux sous-officiers, un maréchal des logis-chef et un maréchal des logis. Le premier, en tenue de service, arbore un surtout vert à revers de même couleur passepoilés de jaune. L'ensemble de la tenue se caractérise par le bicorne à plumet et par les galons de grade cousus sur les manches. Le second est en tenue de ville, et porte un surtout à une seule rangée de boutons comme Bucquoy l'estime possible. Le plumet a cette fois disparu du chapeau, et le pantalon habituel a été remplacé par une culotte et des bas de soie blancs. Il est à noter la présence, sur les deux uniformes, des épaulettes en forme de trèfles jaunes mêlées vert.

## Équipements

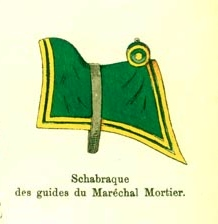
Chabraque des guides du maréchal Mortier. Détail de la planche 22 du tome I Les uniformes de l'armée française par Lienhart & Humbert.

Le guide de 1803 illustré sur la planche de Victor Huen est pourvu d'une simple giberne à buffleterie blanche. Sur le portrait du lieutenant Ganier, toutes les buffleteries sont rouges. Les guides de la seconde formation se voient distribuer un équipement en cuir fauve (buffleterie de giberne, ceinture, courroies de sabre et de sabretache). Cette dernière, en cuir noir, est ornée d'un « C » surmonté d'une aigle. L'officier en grande tenue est équipé d'une courroie de giberne rouge rehaussé de jaune et d'une sabretache verte à galon jaune.
La chabraque de 1803 représentée par Bucquoy est verte à galons jaunes, bien différente de celle en peau à dentelures bleues donnée par la planche de Victor Huen d'un guide de la même époque. La seconde formation de 1806 reçoit quant à elle des chabraques vertes à galons jaunes, frappées sur chaque coin d'un « C » surmonté d'une aigle. Les officiers disposent en plus, pour la grande tenue, d'une chabraque en peau de panthère très à la mode chez les officiers de cavalerie légère. La couleur du portemanteau diffère selon les sources. Le jaune a été représenté par des documents allemands qu'ont reproduit Pierre Benigni et Richard Knötel. Bucquoy donne quant à lui un portemanteau vert, « plus naturel » selon lui, en accord avec les ouvrages de Lienhart et Humbert et du colonel Rozat de Mandres.